# Лёгкая кавалерия

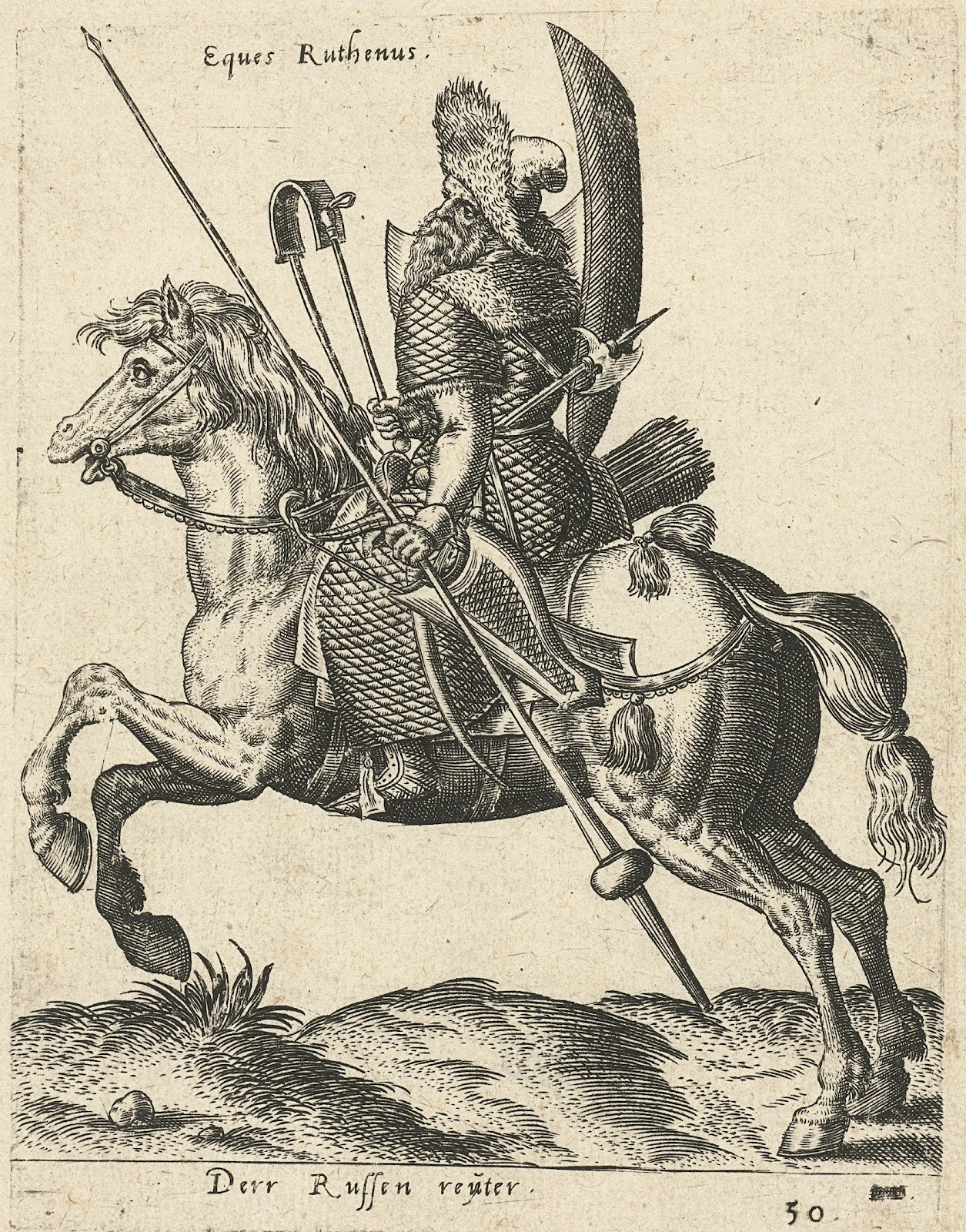
Русский гусар на гравюре Авраама де Брейна

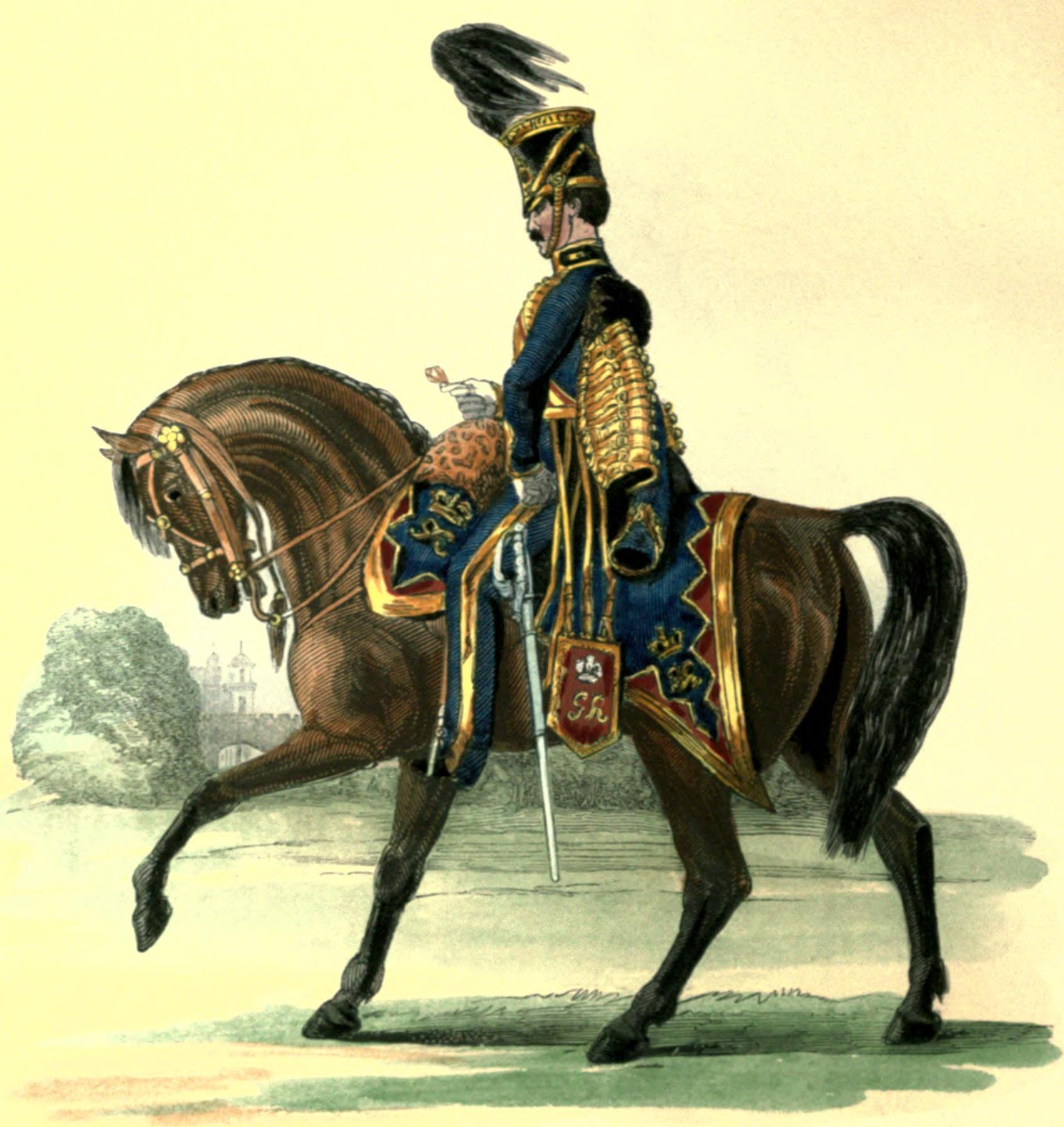
Гусар полка её величества Королевы

Лёгкая кавалерия — род войск кавалерии, использовавший коней быстрых и малых по массе пород (450—500 кг у гусар), обычно высоких, способных совершать длительные дневные переходы на подножном корме, без существенной потери боевых качеств.
Лёгкая кавалерия в основном использовались в качестве застрельщиков, для осуществления стратегической разведки и связных функций. В бой посылались (за редким исключением) лишь для уничтожения противника, потерявшего строй (дрогнувшего, бегущего), или не имеющего плотного строя, так как кони зачастую отказывались идти на плотнопостроенную пехоту. Обычно на одного кавалериста приходилось две или более лошади, так как они слишком уставали под седлом.

## Отличия от тяжёлой кавалерии
Главное отличие от тяжёлой ударной кавалерии заключалось в массе коней, имевших значительно меньший вес (на 150—500 кг, а в раннее Средневековье и того больше, европейский дестриэ весил на 750 кг больше (в 4 раза) степной монгольской или татарской лошади). Выгодным отличием лёгкой кавалерии была значительно большая выносливость и мобильность: стратегическая, ввиду возможности использования лишь подножного корма, и тактическая, ввиду меньшей массы. Недостатками же были невозможность ведения боя против плотнопостроенных масс тяжёлой кавалерии и пехоты (за очень редким исключением). Зачастую значительно превосходящие по массе кони тяжёлой кавалерии просто сбивали с ног лёгких вражеских коней, обрекая на погибель всадников, придавленных своим средством передвижения.
Так же отличалась конструкция седла (меньшей высотой задней части) и стремени, которое крепилось значительно выше.

## Сариссофоры
Корпус сариссофоров, лёгкую конницу числом около 1 000 человек, составляли фессалийцы (фессалийская конница), с которыми заключал союзы Филипп Македонский, который лучше понимал значение конницы, и не только добывал от них хороших лошадей, но и убеждал различные греческие племена поступать к себе на службу. Корпус сариссофоров  разделялся (вероятно) на 8 ил.

## Мамлюки

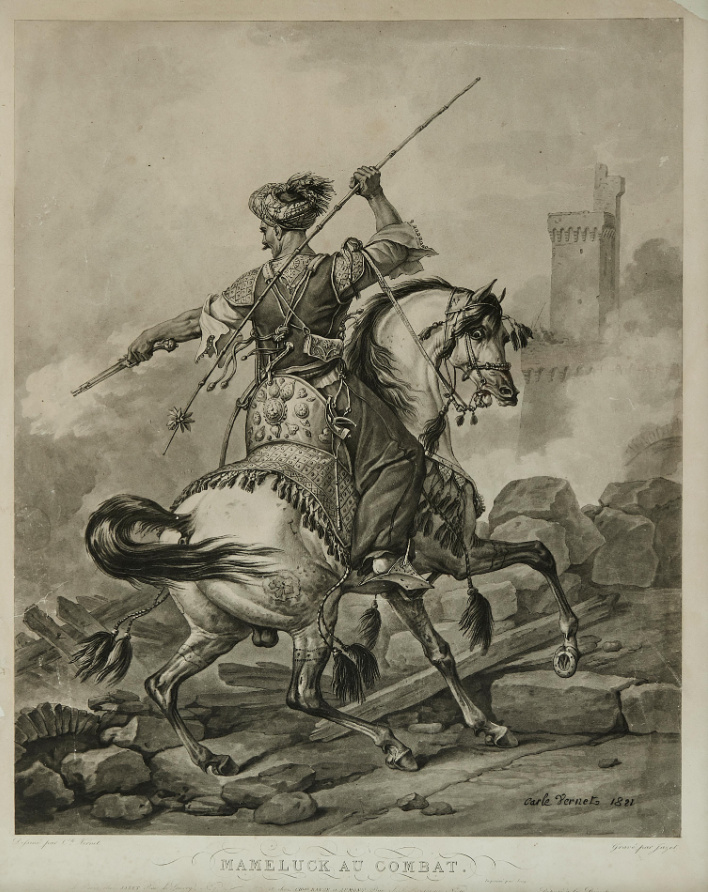
Мамлюк

По массе боевых коней мамлюкскую кавалерию можно отнести к лёгкой, несмотря на то, что всадники носили кольчуги. Потрясающие свойства коней мамелюков объясняются их приспособленностью к климату африканского побережья Средиземного моря (с высокой температурой и низкой влажностью), и особым рационом, состоящим из фиников и сушёной рыбы. При смене диеты они значительно теряли в своих возможностях, так что тащить мамлюкскую конницу в Россию Наполеону было крайне неразумно

## Гусары
Гусары (после того, как из разряда тяжёлой кавалерии перешли в разряд лёгкой) составляли основу лёгкой кавалерии большинства стран Европы, в Британской империи аналогом были лёгкие драгуны. В ходе Наполеоновских войн англичане были вынуждены создать специализированную лёгкую конницу, переформировав часть легкодрагунских полков в гусарские.

## Уланы

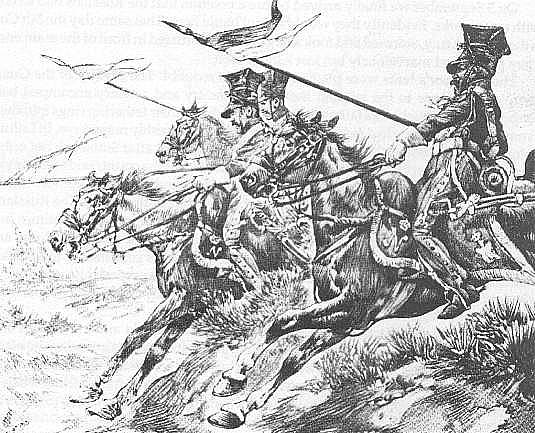
Уланы

Уланы зачастую причисляются к лёгкой кавалерии, однако их лошади нуждались в фуражном зерне и были крупнее гусарских, так как помимо высокой скорости, необходимой для эффективного удара копьём, лошадям приходилось на полном ходу расталкивать уже поражённую пиками пехоту. В случае же боя с кавалерией им было необходимо выдержать огромной силы удар вражеских коней. Уланы, как правило, не производили стратегической разведки, а тем более не использовались как застрельщики. Вооружались длинными (~3,5 м) полыми пиками, иногда окованными железными кольцами или содержащими железный стержень, и саблями. Перед атакой копейщики строились в две шеренги, за ними становились всадники, потерявшие копья в ходе боя, либо вступившие в бой без оных.

## Лёгкие драгуны

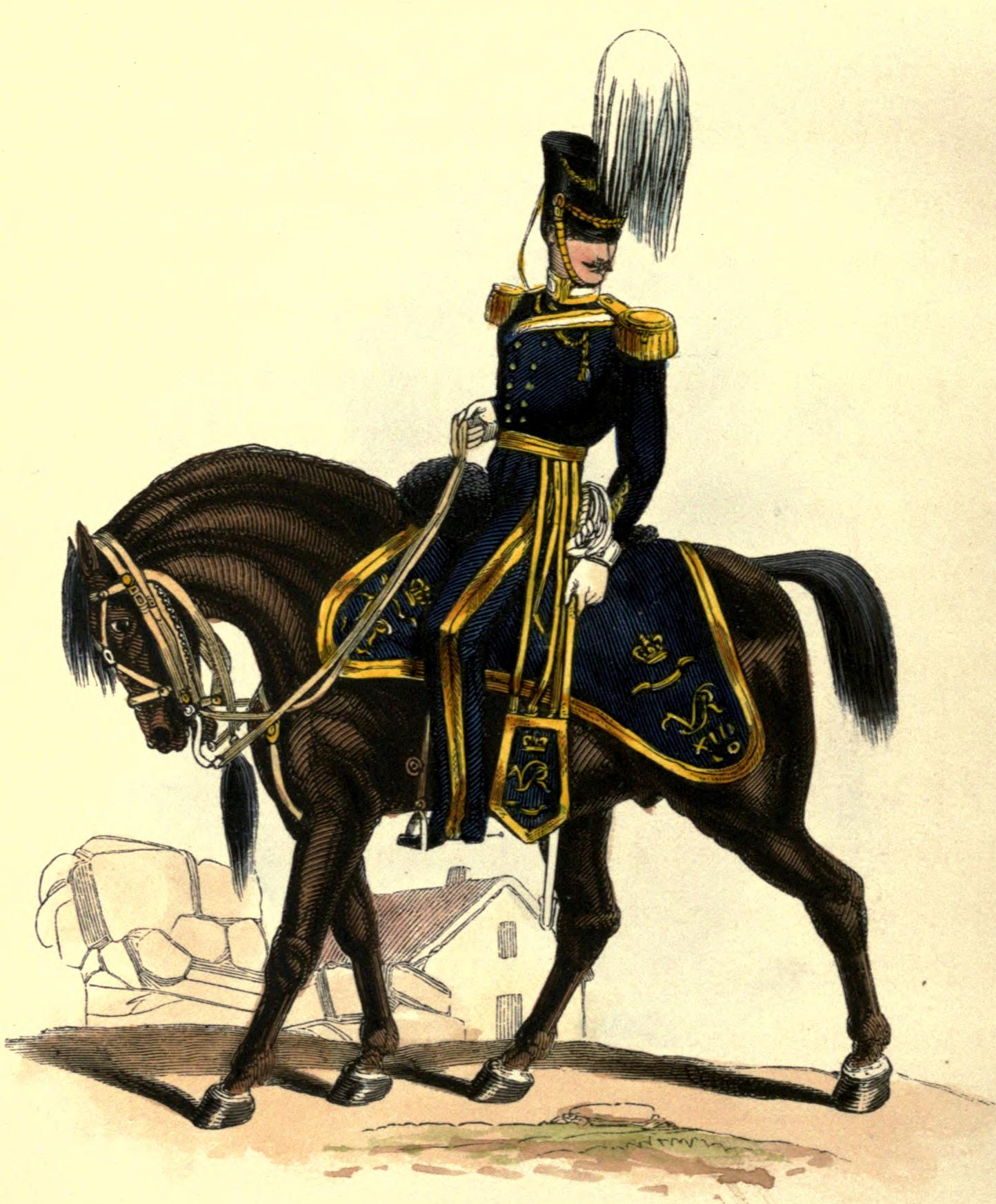
Униформа 13-го легкодрагунского полка

В британской армии с целью сэкономить деньги все кавалерийские полки (кроме конной гвардии) были переименованы в драгунские (с более низким статусом и оплатой), в том числе и лёгкие. Так возникли лёгкие драгунские полки, выполнявшие те же самые задачи, что и лёгкая кавалерия остальной Европы, но за меньшие деньги. Однако их деятельность была настолько успешной, что вскоре было сформировано ещё 8 легкодрагунских полков за счёт обычных драгун. И всё же в столкновениях с «настоящей кавалерией» от них было мало толку. Полки лёгких драгун создавались в армии США (во всяком случае в войне 1775—1783 гг. они участвовали) и некоторых скандинавских стран. Позже во время Наполеоновских войн и после них часть легкодрагунских полков переформировали в гусарские и уланские полки. К концу века все полки лёгких драгун переформированы в гусар и улан, хотя "обычные" драгунские полки сохранились..

## Шеволежеры
В начале XIX века стала очевидной необходимость в кавалерии, вооружённой пиками. Однако не все государства были готовы вводить у себя уланские полки в силу дороговизны и специфики их обмундирования, не говоря уже о казаках. Поэтому часто формировали полки лёгкой кавалерии, вооружённые помимо прочего пиками, но имеющие более привычную кавалерийскую форму, близкую к драгунской. Таких кавалеристов стали называть по исторической традиции шеволежерами. В армии императора Наполеона I шеволежеры, вместе с конными егерями, составляли основную часть лёгкой кавалерии.
В другом источнике указано что Шеволежеры относились к средней коннице как и драгуны и карабинеры

## Конные егеря
Конные егеря (немецкоязычные государства) (у французов шассеры) являются видоизменением драгун конной и пешей службы. В 1779 году при Людовике XVI во Франции были сформировано 6 конно-егерских полевых полков.

## Боевое применение

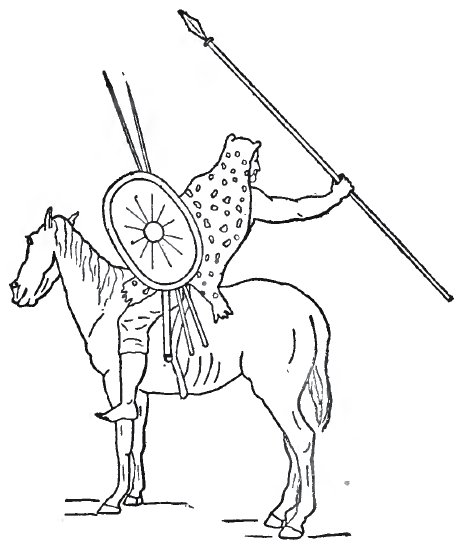
Реконструкция облика нумидийского всадника

Первоначально организованные полки лёгкой кавалерии появились в Австрийской империи, рекрутированные в основном из венгров и кроатов в отличие от неорганизованных масс татарской иррегулярной конницы и прочих османских вассалов, и затем были переняты всеми ведущими европейскими державами.
Многие кочевые народы вроде скифов почти полностью полагались лишь на лёгкую кавалерию.
Однако лёгкая кавалерия применялась задолго до вхождения Европы в эпоху Ренессанса; особо примечательно её использование во времена Второй и Третьей Пунических войн, исход которых во многом решили нумидийские всадники, последовательно занимавшие сторону то Ганнибала, то Сципиона Африканского.
В битве при Каннах нумидийская конница не смогла потеснить римскую, однако довершила её разгром после успешных действий испанской и кельтской пехоты, после чего полное окружение с последующим истреблением римской армии не составили трудностей. В битве при Каррах римские легионы были полностью разгромлены комбинацией лёгкой стрелковой кавалерии и катафрактариев парфян. После чего часть римских легионеров взятых в плен предположительно сражалась в Китае в качестве наёмников.

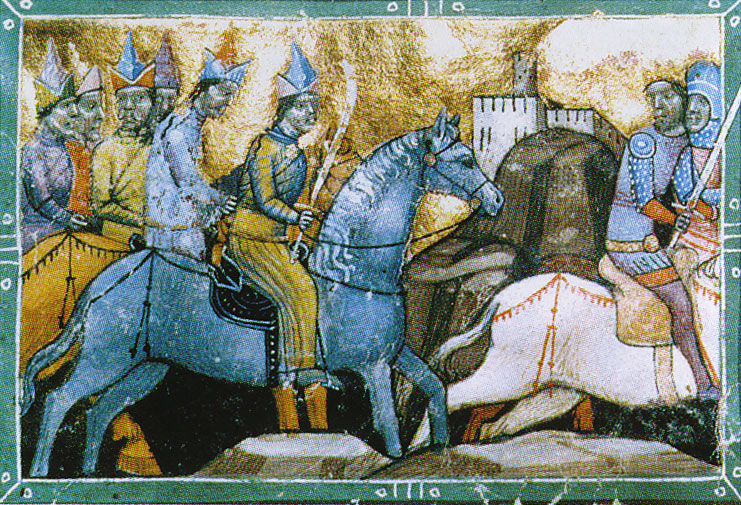
Монгольские всадники в Венгрии

Особую страницу в истории составляют обширные монгольские завоевания, произведённые почти лишь лёгкой кавалерией (тяжёлая кавалерия использовалась эпизодически, однако после завоевания Китая её стали использовать шире). Большей частью все эти великие победы были одержаны благодаря невиданной доселе стратегической мобильности их войск, в которых на каждого воина приходилось не менее трёх коней, а не благодаря одной лишь примитивной тактике каруселирования с луками вокруг врага. Монголы легко уклонялись от столкновений в невыгодных для них условиях и навязывали бой более слабому противнику.
Более отдалённым индикатором способности лёгкой конницы противостоять тяжёлой кавалерии можно назвать сражение при Белине во время Северной войны. В ходе сражения калмыцкая конница (как правило причисляемая к лёгкой иррегулярной, но использующей правильные построения с ударом пиками) смогла уничтожить Остготландский кирасирский полк, возглавляемый лично Карлом XII. Также примером способности лёгкой кавалерии противостоять тяжёлой можно назвать успех калмыцкой конницы в сражении у Белой Церкви в русско-польской войне в 1665 году — калмыки разгромили польское войско, в том числе элитные отряды польской тяжёлой конницы (гусар и «панцырников»), а также рейтар и немецкую наёмную пехоту — по сообщениям современников, массированная атака калмыцкой конницы (примерно 7 тыс. человек) разгромила польскую армию, заставив отступить элитные отряды знаменитой тогда в Европе польской кавалерии (гусар, рейтар и «панцырных») и наёмную немецкую пехоту, при этом калмыки убили и сдавшихся в плен. Описывая трофеи калмыков после боя, гетман Брюховецкий докладывал о доспехах и вооружении гусар и прочих «служилых рухледях лядских». Также можно упомянуть роль калмыцкой конницы в Кунерсдорфском сражении, когда калмыкам удалось разгромить последний резерв Фридриха II — лейб-кирасиров и в том числе захватить их командира.
В битве при Ватерлоо французская лёгкая уланская кавалерия (которая по сути лёгкой не является) полностью разбила английскую тяжёлую. В абсолютном же большинстве столкновений тяжёлая кавалерия одерживала уверенную победу над лёгкой.
Происходили редкие случаи прорыва построения плохо обученной линейной пехоты с последующим её истреблением силами малочисленной лёгкой кавалерии. В сражениях под Эдесгеймом и Кайзерслаутерном в 1794 году прусская кавалерия под командованием Блюхера, разбила французскую пехоту, причём, во втором сражении всего 80 прусских гусар сумели прорвать и рассеять батальонное каре пехоты из 600 солдат.
В Великобритании правопреемниками кавалерийских полков стали бронетанковые части, и лёгкая кавалерия не стала исключением: её правопреемниками являются бронетанковые полки, составленные из бронеавтомобилей преимущественно с пулемётным вооружением.